# (16996) Dahir
(16996) Dahir (1999 CM32) – planetoida z grupy pasa głównego asteroid okrążająca Słońce w ciągu 3,41 lat w średniej odległości 2,27 j.a. Odkryta 10 lutego 1999 roku.